# Atragon
Pour plus de détails, voir Fiche technique et Distribution.
Atragon (海底軍艦, Kaitei Gunkan) est un film japonais de tokusatsu de la Tōhō, réalisé par Ishirō Honda, sorti en 1963. Il est inspiré d'un roman de Shunrō Oshikawa écrit en 1900 et du Royaume sous-marin de Shigeru Komatsuzaki. 
Atragon est une adaptation du titre Ataragon, pour Atomic Dragon. Ce dernier étant utilisé pour le public francophone.

## Synopsis
Les habitants de la ville engloutie de Mu décident d'envahir la surface. La bataille se déroule en surface et, dans les profondeurs, entre le sous-marin du professeur Shinguji et le dragon qui protège Mu.

## Fiche technique
- Titre : Atragon
- Titre original : Kaitei Gunkan
- Scénario : Shinichi Sekizawa (en)
- Production : Tomoyuki Tanaka
- Musique originale : Akira Ifukube
- Photographie :
- Montage :
- Langue : japonais
- Format : Couleurs - 2.35 : 1 - Perspecta Stereo - 35 mm
- Durée : 96 minutes
- Dates de sorties : 
  - 1963
  - France : 23 février 1966
- Monstres : Manda

## Distribution
- Tadao Takashima  (VF : Hubert Noël) : Photographe commercial Susumu Hatanaka
- Yōko Fujiyama  : Makoto Jinguji, la fille du capitaine
- Yû Fujiki  : Yoshito Nishibe
- Kenji Sahara  (VF : Gérard Hernandez) : Uoto Unno - Journaliste / Agent de Mu
- Ken Uehara  : Amiral a la retraite Kusumi
- Hiroshi Koizumi  : Détective Itō
- Jun Tazaki  (VF : Jean Michaud) : Capitainea Hachiro Jinguji
- Yoshifumi Tajima  (VF : Claude Joseph) : Tome 'Amano' Amanoshome
- Akihiko Hirata  : Agent de Mu #23
- Hideyo Amamoto  : Grand prêtre de Mu
- Susumu Fujita  : Commandant de la défense
- Minoru Takada  : Officiel du gouvernement
- Hisaya Itō  : Shindo, scientifique kidnappé
- Ikio Sawamura  : Chauffeur de taxi
- Tetsuko Kobayashi  : Impératrice de Mu
- Akemi Kita  : Rimako - Sneezing Model
- Hiroshi Hasegawa  :
- Nadao Kirino  : Scientifique kidnappé
- Shin Ōtomo  : Officiel du gouvernement
- Haruya Sakamoto  :
- Tetsu Nakamura  : Capitaine d'un navire de guerre
- Yutaka Nakayama  : Marin
- Mitsuo Tsuda  :
- Kōji Uno  : Officier de police
- Sadako Amemiya  : Memoko - fille dans le studio Susumu
- Rinsaku Ogata  :
- Hideo Ōtsuka  :
- Yutaka Oka  : Homme dans le bus
- Yukihiko Gondō  : Officiel militaire
- Shōichi Hirose  : Homme de main de Mu
- Katsumi Tezuka  : Homme de main de Mu
- Takuzō Kumagai  : (comme Jirō Kumagai)
- Yasuzō Ogawa  : Homme de main du Grand Prêtre de Mu
- Shirō Tsuchiya  :
- Wataru ōmae  : Officier de police
- Toshio Miura  :
- Masayoshi Kawabe  :
- Hiroshi Akitsu  :
- Hideo Shibuya  :
- Keisuke Yamada  :
- Shinjirō Hirota  :
- Keisuke Yamaji  :
- Kuniyoshi Kashima  :
- Enver Altenbay  : Rôle mineur (non crédité)
- Ralph Jesser  : One of Mu Imperials (non crédité)
- Haruo Nakajima  : Homme de l’Empire Mu qui apparaît de la mer / Cadre des forces d'autodéfense japonaise (non crédité)
- Ted Thomas  : Jinguji / Grand prêtre (non crédité) (voix)
- Osman Yusuf  : Sous-marinier Muan (non crédité)